# Trick Daddy
Trick Daddy, född Maurice Young den 23 september 1973, också känd som Trick Daddy Dollars eller T Double D, är en Dirty South-rappare från Miami. Trick Daddy växte upp i Liberty City-sektionen i Miami, en av stadens fattigaste områden.

## Diskografi
- 1997: Based on a True Story
- 1998: www.thug.com
- 2000: Book of Thugs: Chapter AK Verse 47
- 2001: Thugs Are Us
- 2002: Thug Holiday
- 2004: Thug Matrimony: Married To The Streets
- 2006: Back by Thug Demand
- 2009: Finally Famous: Born a Thug Die a Thug